# زیردریایی یو-۹۸۵
زیردریایی یو-۹۸۵ (به انگلیسی: German submarine U-985) یک زیردریایی بود که طول آن ۶۷٫۱ متر (۲۲۰ فوت ۲ اینچ) بود. این زیردریایی در سال ۱۹۴۳ ساخته شد.